# Liu Shishi
Liu Shishi (Nome nativo: 刘诗诗. Pequim, 10 de março de 1987), também conhecida como Cecilia Liu, é uma atriz, bailarina e modelo chinesa. Liu é conhecida por seus papéis em Chinese paladin 3, Scarlet Heart, A médica imperial, Amor perdido em tempos e A Journey to Love

## Biografia

### 2005-2010: Começos e ascensão
Após ter sido treinada em balé na Academia de Dança de Pequim, Liu Shishi fez sua estreia como atriz na série de televisão The Moon and the Wind (2005), onde incluiu um segmento do ballet O lago dos cisnes numa de suas cenas. Depois protagonizou as séries The Young Warriors (2006) e The Fairies of Liaozhai (2007).
Em 2007 se graduou na Academia de Dança de Pequim e foi contratada pela companhia Tangren Media, realizando com sucesso sua transição de bailarina para atriz. Depois interpretou o papel de Mu Nianci no drama The Legend of the Condor Heroes (2008), que lhe valeu um maior reconhecimento em seu país natal.
Em 2009 ganhou popularidade depois de aparecer no exitoso drama de ação e fantasia Chinese Paladin 3; seu papel como Long Kui recebeu críticas positivas de críticos e fanáticos. Um ano depois protagonizou o drama histórico A Weaver on the Horizon, baseado na história da vida de Huang Daopo. Originalmente no papel da protagonista principal, Liu elegeu em seu lugar interpretar à princesa Zhao Jiayi, já que considerava que a evolução da personagem suporia um repto para sua atuação.

### 2011-2012: Reconhecimento e estréia cinematográfico
No ano 2011 Liu participou de dois exitosos dramas, The Vigilantes in Masks e Scarlet Heart; esta última produção ganhou popularidade em toda Ásia. A partir de então, Liu obteve vários prêmios por sua atuação, incluindo o de melhor atriz nos Chinesa TV Awards e o Festival de Televisão de Shanghái.
No ano seguinte Liu centrou sua carreira no cinema, realizando sua estreia com The Next Miracle, longa metragem dirigido pelo cineasta taiwanês Zhuo Li. Também filmou outros dois filmes, Sad Fairy Devaste e A Moment of Love.
Em 2012 protagonizou o drama de acção e fantasía Xuan-Yuan Sword: Scar of Sky, adaptação do video jogo do mesmo nome. A série encabeçou os índices de audiência televisiva e obteve 2 bilhão de visualizações, convertendo-se no nono drama da história da televisão de Hunan que consegue essa façanha. A crescente popularidade de Liu graças a Scarlet Heart de 2011 e Xuan-Yuan de 2012 permitiu-lhe converter na Deusa da Águia Dourada na nona edição do Chinesa TV Golden Eagle Award.

### 2013-presente
Em 2013 protagonizou a comédia de ação Badges of Fury junto a Jet Li e o filme Brotherhood of Blades junto ao ator taiwanês Chang Chen. Liu foi nominada à melhor atriz nos prêmios do Grêmio de Diretores de Cinema da China por sua atuação neste último filme.
Em 2014 retornou as telinhas com o drama histórico Sound of the Desert, baseado na novela Balida do deserto de Tong Hua. A série encabeçou os índices de audiência televisivos a nível nacional e foi bem recebida no estrangeiro. Depois protagonizou o filme romântico Five Minutes to Tomorrow, na qual realizou dois papéis. Em 2016 protagonizou o drama histórico The Imperial Doctress, baseado na vida de Tao Yunxian, uma famosa médica que exerceu sua profissão durante a dinastía Ming.
Em 2017 apareceu junto aos veteranos atores Wang Qianyuan e Cao Bingkun para o drama de espiões The Battle at Dawn, produzido pelo Ministério de Segurança Pública. Nesse mesmo ano interpretou uma jovem mãe soltera no drama Angelo junto a Ming Dow. Dois anos depois apareceu na série If I Can Love You So junto a Tong Dawei. Em 2019 anunciou que estaria em To Dear Myself. Em 3023 estreiou o drama A Journey to Love ao lado de Liu Yuning.

## Filmografia

### Cinema
| Ano  | Título internacional      | Título em chinês | Papel            |
| ---- | ------------------------- | ---------------- | ---------------- |
| 2006 | The Legend of Lu Xiaofeng | 陆小凤传奇       | Sun Xiuqing      |
| 2012 | The Next Miracle          | 下一个奇迹       | Li Jiayi         |
| 2012 | Sad Fairy Devaste         | 伤心童话         | Yang Jia         |
| 2013 | Badges of Fury            | 不二神探         | Liu Jingshui     |
| 2013 | A Moment of Love          | 回到爱开始的地方 | Ji Yaqing        |
| 2014 | Brotherhood of Blades     | 绣春刀           | Zhou Miaotong    |
| 2014 | Five Minutes to Tomorrow  | 深夜前的五分钟   | Ruo Lan / Ru Mei |
| 2017 | The Liquidator            | 心理罪之城市之光 | Meu Nan          |

### Televisão
| Ano  | Título internacional              | Título em chinês | Papel                       |
| ---- | --------------------------------- | ---------------- | --------------------------- |
| 2005 | The Moon and the Wind             | 月影风荷         | Yang Fenghe / Yan Xiulian   |
| 2006 | Flying Like a Butterfly           | 飞花如蝶         |                             |
| 2006 | The Young Warriors                | 少年杨家将       | Lady Luo                    |
| 2007 | The Fairies of Liaozhai           | 聊斋奇女子       | Xin Shisiniang              |
| 2008 | The Legend of the Condor Heroes   | 射雕英雄传       |                             |
| 2009 | Chinese Paladin 3                 | 仙剑奇侠传3      | Long Kui                    |
| 2009 | The Heaven Sword and Dragon Saber | 倚天屠龙记       | Donzela do vestido amarelo  |
| 2010 | Devaste of the Oriental Serpent   | 白蛇后传         | Yin Shuangshuang            |
| 2010 | A Weaver on the Horizon           | 天涯织女         | Zhao Jiayi                  |
| 2011 | The Vigilantes In Masks           | 怪俠一枝梅       | Yan Sanniang                |
| 2011 | Scarlet Heart                     | 步步惊心         | Ma'ertai Ruoxi / Zhang Xiao |
| 2012 | Xuan-Yuan Sword: Scar of Sky      | 轩辕剑之天之痕   | Taba Yu'er                  |
| 2013 | The Patriot Yue Fei               | 精忠岳飞         | Lady Yang                   |
| 2014 | Scarlet Heart 2                   | 步步惊情         | Zhang Xiao / Lan Lan        |
| 2014 | Sound of the Desert               | 风中奇缘         | Xin Yue                     |
| 2014 | Incisive Great Teacher            | 犀利仁师         | Lu Yunfei                   |
| 2016 | The Imperial Doctress             | 女医·明妃传      | Tão Yunxian                 |
| 2016 | Precious Youth                    | 那年青春我们正好 | Liu Ting                    |
| 2017 | The Battle at the Dawn            | 黎明决战         | Song Hongling               |
| 2017 | Angelo                            | 天使的幸福       | Li Xiaohan                  |
| 2017 | Lost Love in Times                | 醉玲珑           | Feng Qingchen               |
| 2019 | If I Can Love You So              | 如果可以这样爱   | Bai Kao'er                  |
| 2020 | To Dear Myself                    | 亲爱的自己       | Li Siyu                     |
| 2021 | My Best Friend's Story            | 流金岁月         | Jiang Nansun                |

### Curtas-metragens
| Ano  | Título internacional     | Título em chinês | Papel                          |
| ---- | ------------------------ | ---------------- | ------------------------------ |
| 2009 | Dream Zhu Xian           | 梦幻诛仙         | Liu Xiaoxiao / Mo Li / Zhen'er |
| 2011 | Dream Back to Mount Deer | 梦回鹿鼎记       | Suo Feiya                      |
| 2012 | Coincidence              | 肌缘巧合         | Yao Bingbing                   |
| 2013 | Dreamers                 | 戏梦             | Celebridad                     |